# Davide Callà
Davide Callà (ur. 6 października 1984 w Winterthur) – szwajcarski piłkarz włoskiego pochodzenia grający na pozycji pomocnika w FC Basel.

## Kariera klubowa
Karierę rozpoczął w FC Tössfeld. Stamtąd trafił do FC Zürich, a następnie do Grasshopper Club. Juniorską karierę zakończył w FC Winterthur, a pierwszy profesjonalny kontrakt podpisał w 2002 z FC Frauenfeld, z którego przeszedł w 2003 do FC Wil. W 2004 wygrał z tym klubem puchar kraju.
W tym samym roku trafił do Servette FC. Po pół roku gry klub ogłosił bankructwo, w wyniku czego zawodnik opuścił go.
Na początku 2005 został zawodnikiem FC Sankt Gallen. W czerwcu 2008 podpisał trzyletni kontrakt z Grashoppers Zurych. W lipcu 2012 podpisał roczny kontrakt z FC Aarau. W styczniu 2013 przedłużył o dwa lata kontrakt z klubem.
W lutym 2014 podpisał dwuipółletni kontrakt z FC Basel. Zadebiutował w tym klubie 15 lutego 2014 w wygranym 1:0 meczu z FC Sion.

## Kariera reprezentacyjna
Grał w reprezentacji Szwajcarii do lat 21. Rozegrał dla niej 22 mecze i strzelił 3 gole.